# Cleistostoma mcneilli
Cleistostoma mcneilli is een krabbensoort uit de familie van de Camptandriidae. De wetenschappelijke naam van de soort is voor het eerst geldig gepubliceerd in 1933 door Ward.